# Larisa Viktorova
Larisa Viktorovna Viktorova (en ruso: Лариса Викторовна Викторова) (San Petersburgo, Rusia, 5 de septiembre de 1943) es una nadadora, retirada, especializada en pruebas de estilo espalda que representó a la Unión Soviética. Fue medalla de bronce en 100 metros espalda durante el Campeonato Europeo de Natación de 1958.

## Palmarés internacional
| Campeonato Europeo de Natación | Campeonato Europeo de Natación | Campeonato Europeo de Natación | Campeonato Europeo de Natación |
| Año                            | Lugar                          | Medalla                        | Prueba                         |
| ------------------------------ | ------------------------------ | ------------------------------ | ------------------------------ |
| 1958                           | Budapest (Hungría)             | Medalla de plata               | 4 × 100 m estilos              |
| 1958                           | Budapest (Hungría)             | Medalla de bronce              | 100 m espalda                  |